# 苏来衣曼
苏来衣曼（1936年1月—2016年10月15日），男，柯尔克孜族，新疆乌恰县人，中华人民共和国政治人物。

## 生平
1956年6月，加入中国共产党。1955年7月，任乌恰县团委副书记、书记。1972年8月，任乌恰县波斯坦铁力克公社党委书记。1976年6月，任乌恰县委副书记。1979年9月，任乌恰县委副书记、县革委会主任。1980年7月，任乌恰县委副书记、县长。1983年4月，任克孜勒苏柯尔克孜自治州副州长。1988年6月，任克孜勒苏柯尔克孜自治州党委副书记、州长。1993年1月，任自治区政协副主席。1998年1月，任自治区人大常委会副主任，2004年6月光荣退休。2016年10月15日，在乌鲁木齐逝世，享年80岁。